# Skara Skolscen

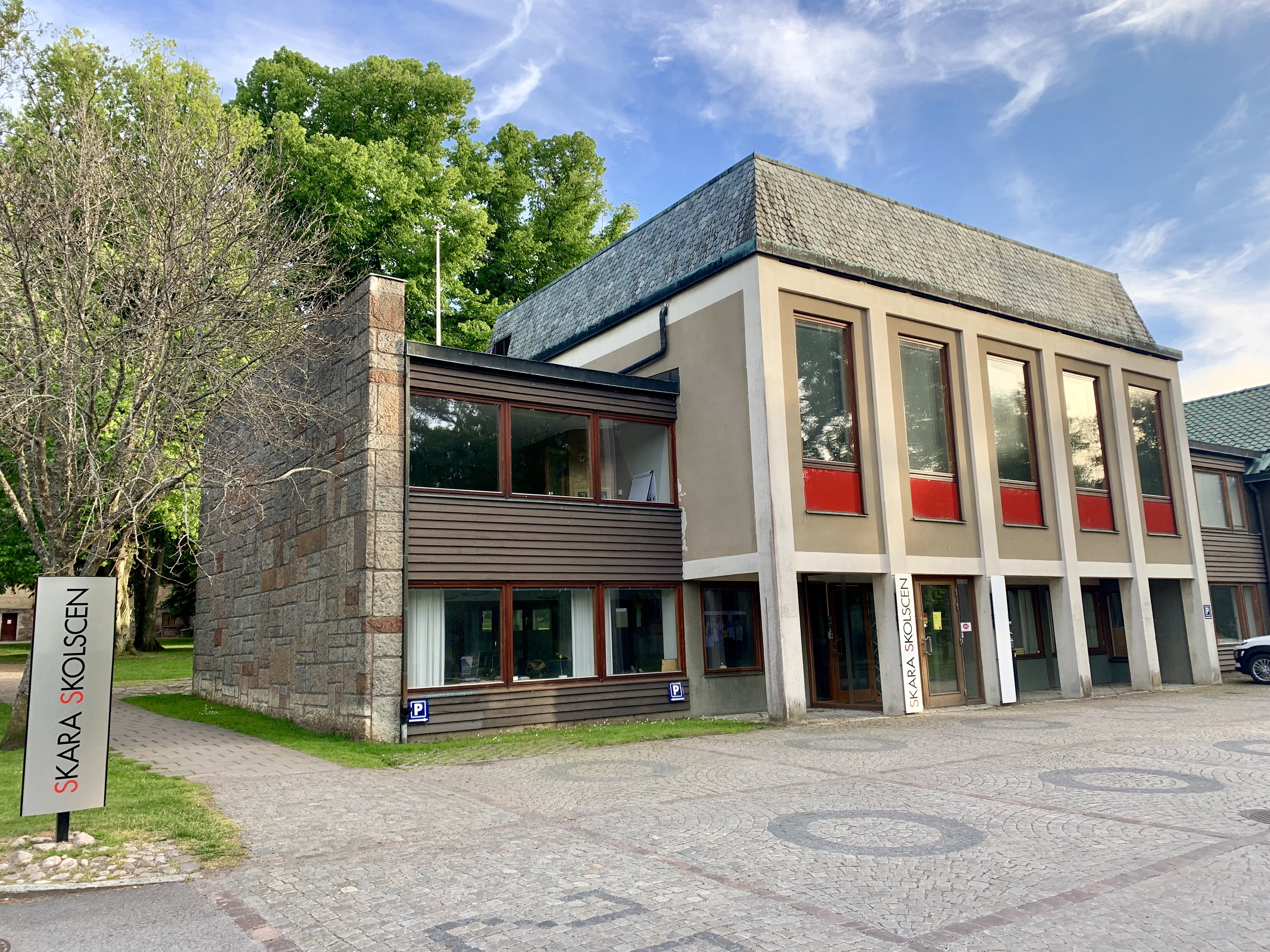
Skolscenen

Skara Skolscen är en teaterskola, grundad 1962, belägen i Skara, Västergötland. 

## Om skolan
Skara Skolscen grundades 1962 av Carl Erik Proft, dåvarande lärare på Axevalla folkhögskola. Han hade sedan 1944 bedrivit scenisk verksamhet på folkhögskolan, först som en kvällskurs för intresserade elever och sedan som en mer omfattande kurs, tack vare att rektorn strävade efter att ge skolan en kulturell profil. Under Axvallstiden sattes ca 40 pjäser upp och skolan fick rykte om sig att satsa ovanligt mycket på teater för att vara en folkhögskola. Verksamheten där lades senare ned, men fick snart nytt liv i form av Skara skolscen, som beviljades anslag (med stark majoritet i kommunfullmäktige) till en "grundlinje för scenisk utbildning" 1961 och inledde sin verksamhet året därpå. Verksamheten där drevs från början i kommunal regi och finansierades från 1973 även med statsanslag, vilket säkrade skolans fortlevnad efter en tid av ekonomisk osäkerhet. År 1992 omvandlades den till en stiftelse och år 2012 övertog Folkuniversitetet huvudmannaskapet för skolan.
Rektorer under tiden före Folkuniversitetet har bland andra varit Göran Nilsson 1999-2008.
Skara Skolscen tar emot 12 nya elever per termin från hela landet i syfte att bedriva en högskoleförberedande scenisk utbildning. Idag står bland annat scenframställning, rörelse, dans, tal, sång, teater– och kulturhistoria på elevernas schema. I januari 2018 flyttade Skara Skolscen till nya lokaler i Skara.

## Tidigare elever (i urval)
Flera av Skara Skolscens tidigare elever är numera verksamma inom teater och film:
- Peter Andersson (Män som hatar kvinnor, Änglagård m.fl.)
- Mia Benson
- Bror Tommy Borgström
- Birgit Carlstén
- Ingemar Carlehed
- Staffan Götestam
- Maria Johansson
- Pia Johansson
- Victoria Kahn
- Maria Kulle
- Anders Janson (Hem till byn)
- Henning Mankell
- Anki Larsson (Fria Proteatern, Beck, Saltön m.fl.)
- Mia Poppe
- Thomas Poppe
- Noomi Rapace
- Marie Richardson
- Allan Svensson
- Rikard Wolff
- Rachel Molin
- Adam Lundgren
- Christoffer Nordenrot
- Ylva Lööf (Så som i himmelen, Så ock på jorden, Millenniumtrilogin m. fl.)

### Övriga påWikipediaangivna studenter
- Lena-Pia Bernhardsson
- Niklas Borefors
- Thérèse Brunnander (Tillsammans)
- Li Brådhe
- Anna Carlson
- Birgit Carlstén
- Jamil Drissi
- Ylva Gallon
- Ulf Peder Johansson
- Gustav Levin
- Liselott Lindeborg (Östgötateatern)
- Annika Lundgren (Malmö stadsteater)
- Christian Magdu
- Julia Marko-Nord
- Åsa Melldahl
- Raymond Nederström
- Anders Nordahl
- Lars Göran Persson
- Kristina Rundgren (Mitt liv som hund)
- Ingalill Rydberg
- Bernt Ström
- Erik Ståhlberg (Saltön)
- Emma T. Åberg (Frostbiten)
- Pia Örjansdotter